# Stora Stabburstjärnet
Stora Stabburstjärnet är en sjö i Dals-Eds kommun i Dalsland och ingår i Göta älvs huvudavrinningsområde.